# Дуган, Джон (сценарист)
Джон Т. Дуган (англ. John T. Dugan); 11 октября 1920, Нью-Йорк, Нью-Йорк — 24 декабря 1994, Лос-Анджелес, Калифорния) — американский сценарист. Он писал сценарии для многих известных телесериалов, таких как «Бонанза», «Мистер Новак», «Вертикальный взлёт», «Доктор Килдер», «Адам-12», «Звёздный путь», «Бен Кейси», «Миссия невыполнима», «Коломбо» и «Маленький домик в прериях».
Дуган был дважды номинирован на премию Гильдии сценаристов США за лучший сценарий в эпизоде драматического телесериала:  в 1968 году  за эпизод «Звёздного пути» «Возвращение в завтра»  и  в 1980 году за эпизод «Маленького домика в прериях» «Вторая весна».
Дуган умер в декабре 1994 года от рака поджелудочной железы в своём доме в районе Энсино, город Лос-Анджелес, штат Калифорния, в возрасте 74 лет.